# Constantino (defensor)
Constantino (em latim: Constantinus) foi um oficial papal, ativo durante o pontificado do papa Gregório III (r. 731–741). Era defensor. Foi enviado por Gregório a Constantinopla para entregar as resoluções do Sínodo de Roma de 731, onde foi mantido por quase um ano antes de ser forçosamente removido e enviado para Roma. Possivelmente foi um dos oficiais papais que ficaram na Sicília junto a Sérgio por vários meses.